# Colin Campbell Sanborn
Colin Campbell Sanborn (1897-1962) est un zoologiste américain, employé comme conservateur des oiseaux et des mammifères au Field Museum of Natural History de Chicago. Ses travaux comprennent des révisions taxonomiques des familles de chauves-souris chiroptères,.